# Макаренко Наталія Анатоліївна
Наталія Анатоліївна Макаренко (нар. 3 травня 1959, м. Глухів Сумської області Української РСР, СРСР) — український еколог, доктор сільськогосподарських наук (2003), професор (2010).

## Життєпис
Наталія Макаренко народилася 1959 року у м. Глухів на Сумщині. Навчалася на факультеті агрохімії і ґрунтознавства Української ордена Трудового Червоного прапора сільськогосподарської академії, яку закінчила 1983 року. Відтоді понад десятиліття працювала в Інституті землеробства УААН, який розташований у селищі Чабани Києво-Святошинського району Київської області). У 1984 році вступила до аспірантури цього інституту. Підготовку проходила в лабораторії агрохімії. З 1987 року обіймала посади молодшого, наукового та старшого наукового співробітника. У 1990 році захистила кандидатську дисертацію із спеціальності «Агрохімія». З 1994 працювала в Інституті агроекології УААН на посадах старшого, провідного наукового співробітника, вченого секретаря. У 1994 році перейшла до Інституту агроекології і природокористування НААНУ. Спочатку обіймала посади молодшого наукового та старшого наукового співробітника. У 2000 році була призначена на посаду вченого секретаря. Паралельно, з 1999 по 2002 рік проходила підготовку в докторантурі Національного аграрного університету. У 2003 році захистила докторську дисертацію за темою «Агроекологічна оцінка мінеральних добрив за впливом на ґрунтову систему» за спеціальністю «Екологія». А з 2003 по 2011 рік працювала заступником директора з наукової роботи Інституту.
Водночас в 1995—2003 роках за сумісництвом викладала на посадах асистента, а згодом і доцента кафедри агроекології НДІ рослинництва, ґрунтознавства та сталого природокористування Національного університету біоресурсів і природокористування України. А в 2011 році перейшла до цього закладу на посаду директора. Потім у 2015 році обійняла посаду професора кафедри екології агросфери та екологічного контролю Національного університету біоресурсів і природокористування України.

## Наукова діяльність
Наукове дослідження
- екотоксикологічна оцінка агрохімікатів,
- екологічна безпека агротехнологій,
- науково-методичні засади створення і функціонування спеціалізованих сировинних зон для виробництва продуктів дитячого харчування,
- організоване виробництво продукції рослинництва в Україні.

Наукові праці
- Агроекологічна оцінка мінеральних добрив та пестицидів. К., 2005;
- Виробництво органічної сільськогосподарської продукції в Україні: наукові і практичні аспекти. К., 2015;
- Нанопрепарати у рослинництві: екотоксикологічне оцінювання небезпечності. К., 2016;
- Peculiarities of ecotoxicological assessment nanoagrochemicals used in crop production // Annals of Agrarian Science. 2016. № 2 (усі — співавт.).

Виконує обов'язки головного редактора журналу «Biological systems: theory and innovation».
Голова спеціалізованої всеної ради Д26.004.15 та член спеціалізованої вченої ради Д26.004.04 Національного університету біоресурсів і природокористування України.

## Нагороди та відзнаки
- Почесна грамота Верховної Ради України (2009 р.),
- Почесна відзнака Української академії аграрних наук (2009 р.),
- Почесна грамота Президії Української академії аграрних наук (2007 р.),
- Почесна грамота Міністерства охорони навколишнього природного середовища (2006 р.),
- Подяка Міністерства освіти і науки України (2020 р.).

## Родина
Онука Петра Горшкова (1904—1987) — відомий український агрохімік. Працював на керівних посадах дослідницьких станцій Кустанайської області (Казахстанська РСР), Сум, Воронежа (1931—1950); директора ВНДІ луб'яних культур (м. Глухів Сумської області, 1950—1959), в Українській сільськогосподарській академії (Київ, 1962—1984).
Донька — Лідії Горшкової (нар. 1938) — української вченої-агронома, селекціонера, доктора сільськогосподарських наук (1994), професора (2002).